# Aydoilles
Aydoilles is een gemeente in het Franse departement Vosges (regio Grand Est) en telt 1065 inwoners (1999). De plaats maakt deel uit van het arrondissement Épinal.

## Geografie
De oppervlakte van Aydoilles bedraagt 10,0 km², de bevolkingsdichtheid is 106,5 inwoners per km².
De onderstaande kaart toont de ligging van Aydoilles met de belangrijkste infrastructuur en aangrenzende gemeenten.

## Demografie
Onderstaande figuur toont het verloop van het inwonertal (bron: INSEE-tellingen).